# Wilhelm Henie
Wilhelm Henie (Cristiania, 7 de setembre de 1872 - Oslo, 10 de maig de 1937) fou un ciclista noruec que va córrer durant la darrera dècada del segle xix. Es va especialitzar en el ciclisme en pista i va guanyar tres medalles, una d'elles d'or, als Campionats del món amateur de mig fons.
La seva filla Sonja fou una destacada patinadora artística sobre gel, campiona de tres medalles olímpiques.

## Palmarès
- 1894
  -  Campió del món amateur de mig fons